# Jan Van Der Veken
Jan Van Der Veken, né le 10 avril 1975 à Gand (province de Flandre-Orientale), est un dessinateur de presse, illustrateur, auteur de bande dessinée et enseignant belge néerlandophone.

## Biographie

### Jeunesse
Jan Van Der Veken naît le 10 avril 1975 à Gand. À l'âge de 16 ans, il veut devenir pilote.
Il étudie le graphisme et la typographie à LUCA School of Arts à Gand, où il est notamment l'élève d'Ever Meulen. Il obtient son diplôme en 1999 et il fonde sa société Fabrica Grafica la même année. Il développe rapidement son propre style caractéristique, inspiré entre autres du style atome. Il se spécialise dans la création de couvertures de livres et d'affiches, mais il réalise des illustrations également pour plusieurs journaux et magazines, dont The New Yorker, De Morgen, De Standaard, Humo, Vrij Nederland et Wired. Il est également l'artiste officiel de la ville de Turnhout en 2007. Il est nommé troisième illustrateur résident du Strip Turnhout. À ce titre, il réalise des affiches pour de nombreuses associations de la ville, des dessins (notamment des sous-bocks) ainsi qu'une série de cartes postales. Il conçoit également la première fresque murale de bande dessinée de Turnhout sur la façade du restaurant De Weerelt dans la Warandestraat. Pour cette œuvre, il opte pour un design vertical aux couleurs pastel sobres. Fin 2007, il bénéficie d'une exposition au Musée national de la carte à jouer de Turnhout,.
En juin 2011, avec Ever Meulen, Kim Duchateau, Gert Dooreman, Conz et Marec, entre autres, il est invité à exposer ses peintures à l'exposition Une journée à la mer au centre culturel de Bredene sous le commissariat de Herr Seele. En 2013, une monographie de son travail est publiée, intitulée Fabrica Grafica, du nom de son atelier. C'est à l'abbaye du Rouge-Cloître à Auderghem qu'une exposition personnelle lui est consacrée en 2015,. En 2016, il remporte le prix culturel de la ville de Gand, pour l’enthousiasme dont il fait preuve dans son dessin et dans toute sa carrière.
En 2020, il sort le roman graphique L'Agneau mystique sur un scénario de l'historien Harry De Paepe publié aux éditions Casterman,,,,.
En littérature d'enfance et de jeunesse, on lui doit les ouvrages Le Livre des avions: De leur conception à leur envol, (2020) et Le Livre des bateaux. De leur conception à leur mise à l'eau (2022) publiés aux éditions Milan. Ces livres sont traduits en anglais et en allemand.
Il s’inscrit pleinement dans la grande tradition belge de l’école de la ligne claire.
Parallèlement, il est professeur de graphisme à l'Académie royale des beaux-arts de Gand (KASK) de Gand depuis 2009,.

### Vie privée
Il réside à Gand en 2018.

## Œuvres

### Roman graphique
- L'Agneau mystique[13],[14],[25], Casterman, Bruxelles, 12 février 2020
Scénario : Harry De Paepe - Dessin et couleurs : Jan Van Der Veken -  (ISBN 978-2-203-21014-1),Format comics.

### Ouvrages
- Jan Van Der Veken, Le Livre des avions : de leur conception à leur envol, Toulouse, Milan, 2020, 99 p., ill. ; 29 cm (ISBN 9782408019754, présentation en ligne)
- Jan Van Der Veken, Le Livre des bateaux : de leur conception à leur mise à l'eau, Toulouse, Milan, 2022, 99 p., ill. ; 29 cm (ISBN 9782408031718, présentation en ligne)

### Expositions

#### Expositions personnelles
- Illustrations inédites et publiées aux en Belgique comme aux États-Unis[26], Galerie Petits Papiers, Paris du 19 mai au 4 juin 2011 ;
- Fabrica et Grafica[27], Galerie Petits Papiers, Paris du 21 mars au 13 avril 2013 ;
- Fabrica Grafica, Centre d'Art du Rouge-Cloître à Auderghem du 13 mai au 19 juillet 2015[5],[28] ;
- Fabrica Grafica[29], Huberty & Breyne, Paris, du 2 au 18 juin 2022.

#### Expositions collectives
- Une journée à la mer[8], centre culturel de Bredene de juin au 31 juillet 2011.

## Prix et récompenses
- 2016 :  prix culturel de la ville de Gand[11].

#### Livres
: document utilisé comme source pour la rédaction de cet article.
- Philippe Mellot, Michel Denni, Laurent Turpin et Isabelle Morzadec, Trésors de la bande dessinée : BDM 2023-2024 - Catalogue encyclopédique et Argus, Paris, Les Arènes, novembre 2022, 23e éd., 1677 p., ill. ; 23 cm (ISBN 9791037507280, OCLC 1351462460, présentation en ligne), p. 37. .

#### Articles
- (nl) Jan Van Der Veken (interviewé par Kurt Snoekx), « Jan Van Der Veken: 'Ik mag gewoon tekeningen maken. Hoe geestig is dat!' », Bruzz,‎ 19 mai 2015 (lire en ligne, consulté le 8 mars 2024).